# Tata fortifié du sultan Sénoussi
Le Tata fortifié du sultan Sénoussi est un palais construit par Mohamed es-Senoussi, le sultan du Dar el-Kouti de 1890 à 1911, occupant une plateforme sur la colline surplombant la ville Ndélé, sur le territoire de l'actuelle République centrafricaine.

## Histoire
Après son intronisation en 1896, le sultan Sénoussi, de son tata, envoyait des expéditions razzier les esclaves aux quatre coins de la région de Ndélé et au-delà, pour ravitailler les marchés d'Afrique du Nord.

## Architecture
Le palais est construit sur une terrasse bordée par un plateau. L'entrée est sécurisée par une ouverture naturelle de 6 mètres de large, constituée d'un bloc rocheux en piton de 25 mètres de long sur 12 mètres de large.
A l'intérieur du Tata et à l'arrière plan se trouve la résidence principale du sultan Sénoussi avec, dans le voisinage immédiat, la demeure du personnel, celle de sa première épouse Oum Diwan et enfin celle des autres femmes. Un peu plus loin, au nord de la résidence principale, se situent les habitations des fils du sultan, Djemel-Eddine et Kamoun. 
Au premier plan, en guise de rempart à la résidence principale, sont construites vers le sud-ouest les habitations d'Allah Djaba qui était l'un des principaux lieutenants du sultan et celles de son fils aîné Adoum. Au nord-est se trouvent celles des artisans tel que Faki Issa, des chefs Banda, des forgerons comme par exemple le chef Gbagga Yanda qui était un grand forgeron et armurier de cette époque. On y trouve également dans le site du tata le quartier des descendants des Djellaba.
Le domaine est limité au nord-ouest par une chaîne de collines, au sud et sud-est par la rivière de Ndélé en amont appelée Méagoulou. Il est aussi protégé par des remparts.

## Patrimoine
Il constitue un haut lieu de mémoire pour la région et le pays et est présent dans un document de présentation du gouvernement de Centrafrique en vue d'être classé au patrimoine mondial de l'UNESCO.